# Système universitaire de documentation

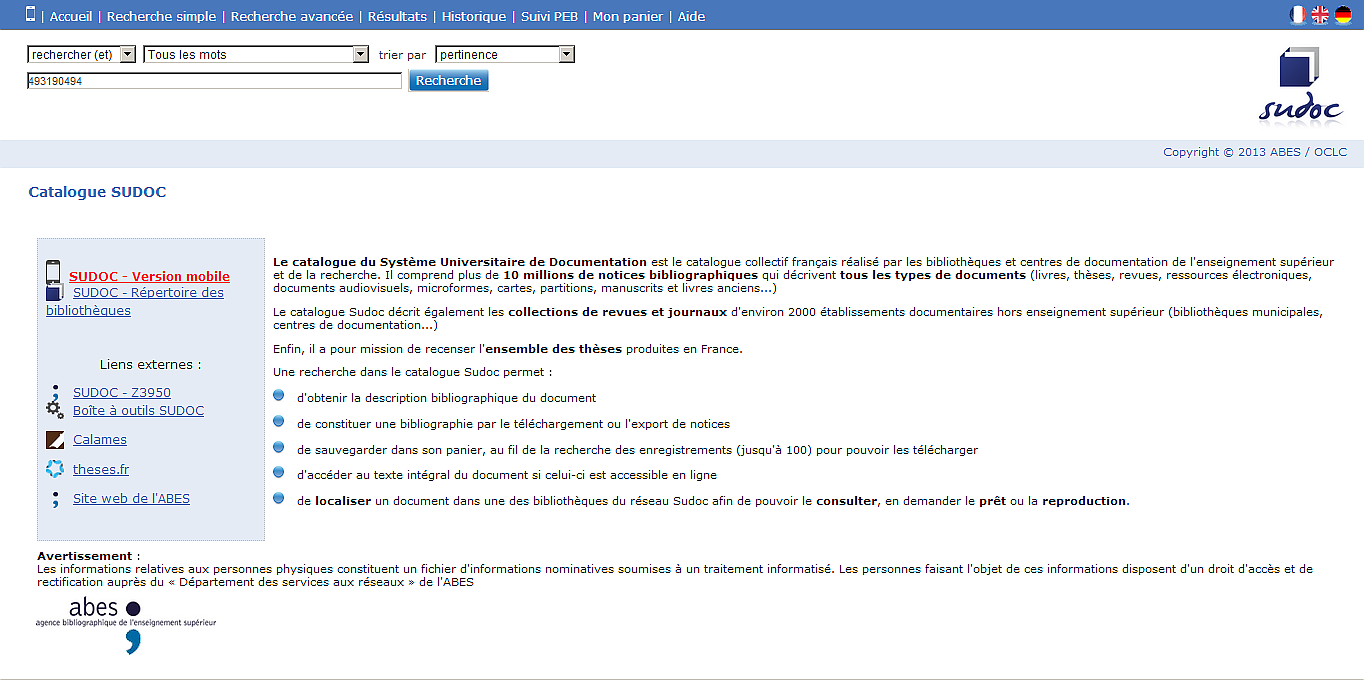
Screenshot van SUDOC

Het Système universitaire de documentation (SUDOC)  is een systeem gebruikt door bibliotheken van Franse universiteiten en hogeronderwijsinstellingen om documenten die in hun bezit zijn te identificeren, te volgen en te beheren. De catalogus bevat meer dan 10 miljoen referenties en stelt studenten en onderzoekers in staat te zoeken op bibliografische en locatie-informatie in meer dan 3400 documentatiecentra. Het wordt beheerd door het Bibliografisch Agentschap voor het Hoger Onderwijs (ABES).